# Sulia glaesaria
Sulia glaesaria is een uitgestorven vliesvleugelig insect uit de familie Encyrtidae. De wetenschappelijke naam werd voor het eerst geldig gepubliceerd in 2015 door Simutnik.